# سی‌اروا سی.۶
سی‌اروا سی. ۶ (به انگلیسی: Cierva_C.6) یک هواچرخ ملخ‌پیشین تک‌موتوره ساخت شرکت Cierva است. هواچرخ سی‌اروا سی. ۶ نخستین پروازش را در مارس ۱۹۲۴ میلادی انجام داد. در مجموع، تعداد ۱ فروند از این هواچرخ ساخته شده‌است.
طراح این هواگرد، Juan de la Cierva بود.

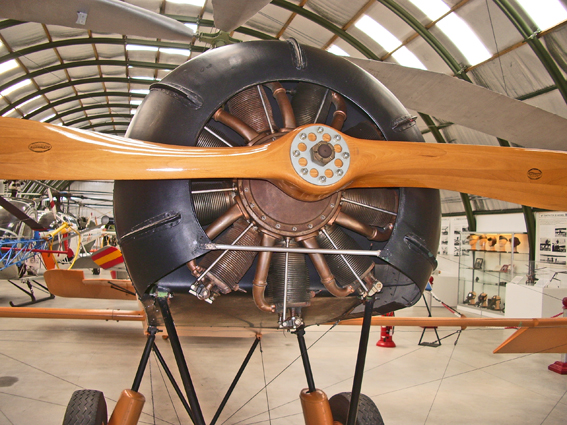
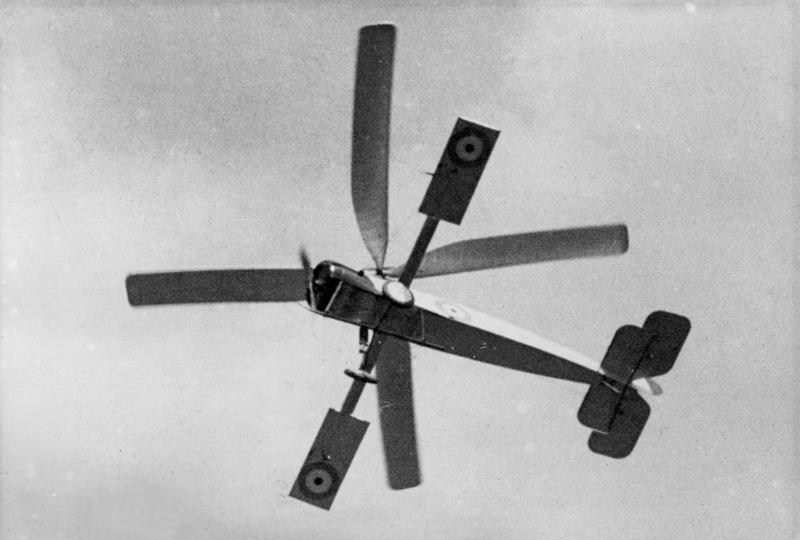